# George Safford Parker
George Safford Parker (1. listopadu 1863 v Shullsburgu, Wisconsin – 19. července 1937 v Chicagu, Illinois) byl americký učitel, vynálezce a průmyslník.
Parker byl chudým venkovským učitelem a instruktorem tehdy módního telegrafování ve městečku Janesville ve Wisconsinu a přivydělával si jako prodejce per a jiných psacích potřeb. Když viděl, jak jsou tehdejší pera značně nepraktická, například unikáním inkoustu, začal přemýšlet, jak tyto problémy odstranit. V roce 1888 založil společnost Parker Pen Company. O rok později již obdržel svůj první patent na první plnicí pero. Kolem roku 1908 patřila jeho továrna v Janesville mezi největší producenty psacích potřeb na světě. V současné době je značka Parker známa po celém světě a patří mezi nejslavnější výrobce psacích potřeb na světě.